# Max Götze
Max Götze (13 de outubro de 1880 — 29 de outubro de 1944) foi um ciclista de pista alemão, que participou nos Jogos Olímpicos de Londres 1908 e Intercalados de 1906.
Götze conquistou a medalha de prata, junto com seus companheiros de equipe Karl Neumer, Rudolf Katzer e Hermann Martens na perseguição por equipes. Também competiu nos 5000 metros, mas foi eliminado na primeira volta. Na prova do tandem, juntamente com Otto Götze, ele também desistiu nas semifinais.
Nos Jogos Olímpicos Intercalados de 1906, em Atenas, Götze foi capaz de ganhar a medalha de prata na prova do tandem, junto com Bruno Götze.